# إل. جاي شيلتون
إل. جاي شيلتون (بالإنجليزية: L. J. Shelton)‏ هو لاعب كرة قدم أمريكية أمريكي، ولد في 21 مارس 1976 في كورفاليس في الولايات المتحدة.

## وصلات خارجية
- إل. جاي شيلتون على موقع مرجع كرة القدم المحترفة.كوم (الإنجليزية)